# Holman State Forest
Nye-Holman State Forest ist ein State Forest im US-Bundesstaat Connecticut auf dem Gebiet der Gemeinde Tolland (Willington and Ellington).

## Name
Das Gelände, das heute zum State Forest gehört, war seit den 1719 Land einer Farm, die der Familie Nye gehörte. Ebenezer Nye war der erste bekannte Besitzer. Seine Ururenkelin, Alice Holman Hall, vermachte dem Staat 1931 das Land, um ein Andenken an ihre Großeltern zu schaffen. In der Umgebung befinden sich bis heute weitere Anwesen von Familienangehörigen.

## Geographie
Die größte Parzelle des Forsts erstreckt sich südlich der Route 84, an der Ausfahrt 69. Nach Süden bildet der Willimantic River, der sich durch den Ostteil dieses Gebiets schlängelt, streckenweise auch die natürliche Grenze. Ein weiteres großes Areal des Forsts liegt etwa 5 km weiter nördlich. Es umfasst das Quellgebiet des Bonemill Brook, eines rechten Zuflusses des Willimantic River südwestlich des Tolland Hills. Das Civilian Conservation Corps pflanzte in den 1930er Jahren Nadelhölzer, die heute zu prächtigen Exemplaren ausgewachsen sind.

## Freizeitmöglichkeiten
Der Abschnitt des Willimantic River auf dem Forstgebiet ist ein Trout Management Area, das Cole W. Wilde Trout Management Area, das ganzjährig Möglichkeiten zum Fliegenfischen bietet.
Im Forst gibt es auch einen Bogenschießplatz.